# Saint-Arnoult (Oise)
Saint-Arnoult is een gemeente in het Franse departement Oise (regio Hauts-de-France) en telt 177 inwoners (2005). De plaats maakt deel uit van het arrondissement Beauvais.

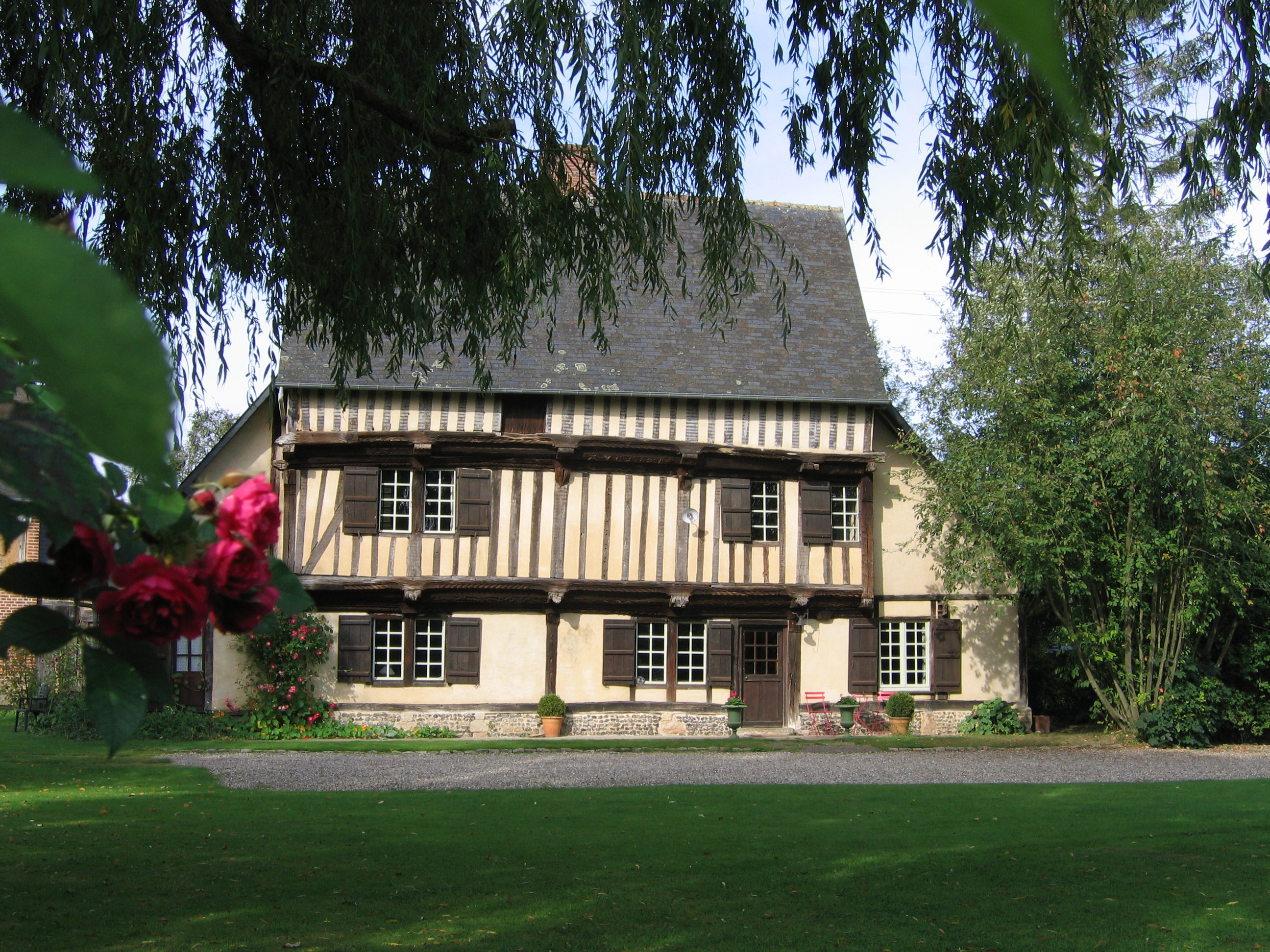

## Geografie
De oppervlakte van Saint-Arnoult bedraagt 7,9 km², de bevolkingsdichtheid is 22,4 inwoners per km².
De onderstaande kaart toont de ligging van Saint-Arnoult (Oise) met de belangrijkste infrastructuur en aangrenzende gemeenten.

## Demografie
Onderstaande figuur toont het verloop van het inwonertal (bron: INSEE-tellingen).